# Юрей
 Тази статия е за града в Съединените щати.  За окръга вижте Юрей (окръг).  
Юрей (на английски: Ouray, /ˈjʊəreɪ/) е град в Колорадо, Съединените американски щати, административен център на окръг Юрей. Населението му е 1013 души (по приблизителна оценка от 2017 г.).
Разположен е на 2375 метра надморска височина в планината Сан Хуан, на 310 километра югозападно от Денвър и на 300 километра северозападно от Санта Фе. Селището е основано през 1876 година и носи името на вожд на индианския народ юти. През първите десетилетия от съществуването си е значим център на добива на злато, като между 1887 и 1953 година е свързано с останалата част от страната с железопътна линия.